# Aspalathus aculeata
Aspalathus aculeata är en ärtväxtart som beskrevs av Carl Peter Thunberg. Aspalathus aculeata ingår i släktet Aspalathus och familjen ärtväxter. Inga underarter finns listade i Catalogue of Life.